# Henri Holgard
Henri Holgard, né le 17 décembre 1884 à Quevauvillers et mort le 21 août 1927 à Berck, est un footballeur international français évoluant au poste d'attaquant.

## Carrière
Libraire, Henri Holgard évolue au football à l'Amiens Athletic Club lorsqu'il est sélectionné en équipe de France (nommée « France B » car deux équipes de France sont retenues) pour participer au tournoi de football aux Jeux olympiques d'été de 1908 à Londres. Il avait été réserviste contre les Pays-Bas en mai 1908. Les Français sont éliminés dès le premier tour, défaits par le Danemark sur le score de neuf buts à zéro.
Holgard jouait en 1903 à Olympique lillois, puis à l'Amiens AC jusqu'en 1911.
Le sous-lieutenant Holgard s'illustre lors de la Première Guerre mondiale et reçoit la Croix de guerre avec citation à l'ordre du régiment.